# Сафлор
Сафло́р (лат. Cárthamus) — род цветковых растений семейства Астровые. Насчитывает 48 видов, распространенных в Средиземноморье, Передней и Средней Азии.
Одно- и двулетние травянистые растения. В культуре в Америке, Евразии, Австралии выращивается сафлор красильный (Carthamus tinctorius).
Масличные, лекарственные, красильные и кормовые растения. Как замена или подмена пурпура (т. н. «псевдопурпур»), в качестве красителя применялся ещё в античности.

## Этимология
Латинское название растения происходит от его арабского названия — karthom, или karthum — красить.

## Таксономия
- Carthamus L. Species Plantarum 2: 830. 1753.

### Синонимы
В синонимику рода входят следующие названия:
- Carthamoides Vaill.
- Kentrophyllum Neck. ex DC.
- Carthamus sect. Eucarthamus Baill.
- Durandoa Pomel

### Виды

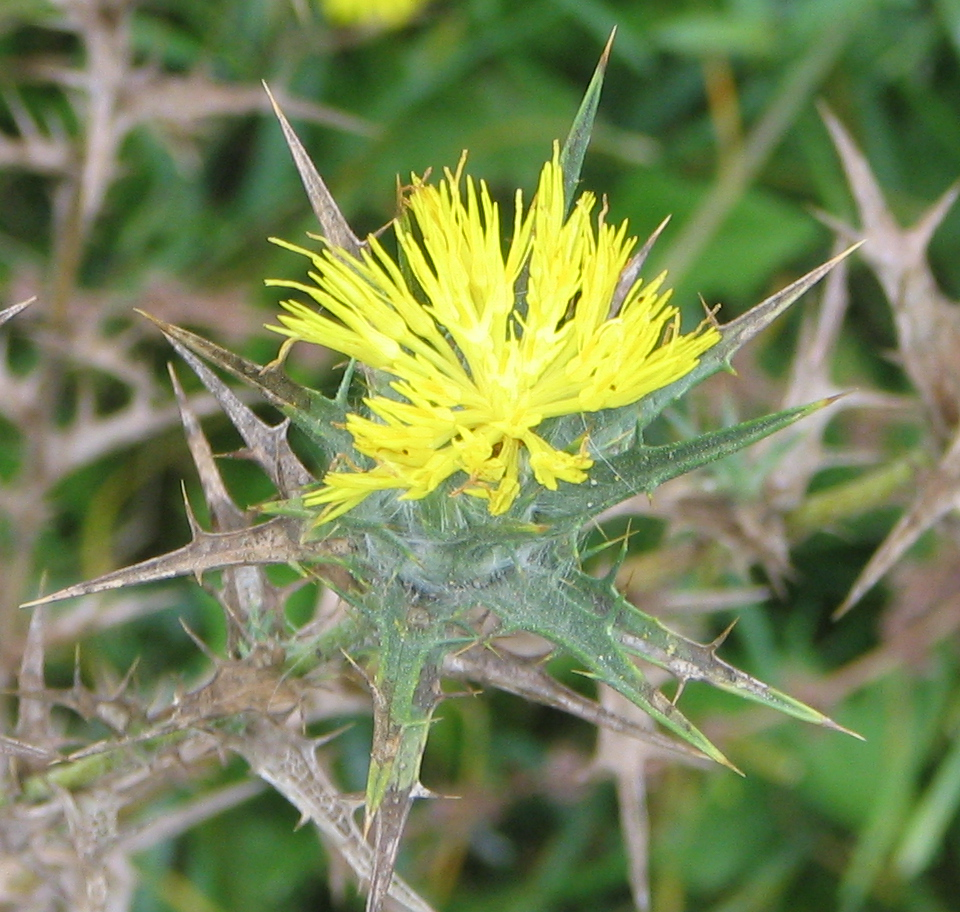
Carthamus lanatus

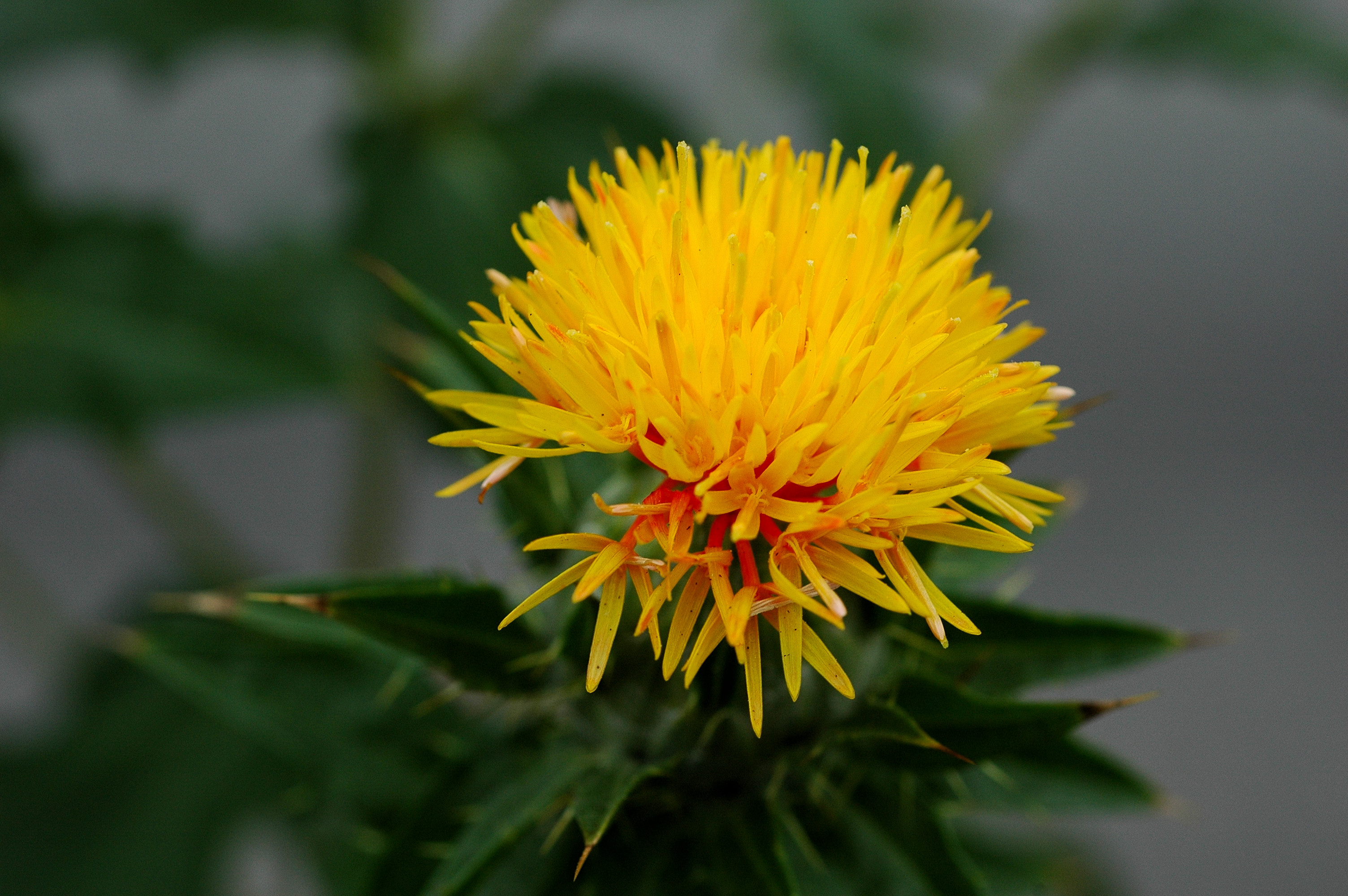
Carthamus tinctorius

По информации базы данных The Plant List (2013), род включает 48 видов
:
- Carthamus arborescens L., 1753
- Carthamus atractyloides (Pomel) Greuter, 2003
- Carthamus baeticus (Boiss. & Reut.) Nyman, 1879
- Carthamus balearicus (J.J.Rodr.) Greuter, 2003
- Carthamus boissieri Halácsy, 1899
- Carthamus caeruleus L., 1753
- Carthamus calvus (Boiss. & Reut.) Batt., 1889
- Carthamus carduncellus L., 1753
- Carthamus carthamoides (Pomel) Batt., 1889
- Carthamus catrouxii (Emb. ex Maire) Greuter, 2003
- Carthamus cespitosus (Batt.) Greuter, 2003
- Carthamus chouletteanus (Pomel) Greuter, 2003
- Carthamus creticus L., 1763
- Carthamus curdicus Hanelt, 1936
- Carthamus dentatus Vahl, 1790
- Carthamus dianius (Webb) Sch.Bip.
- Carthamus duvauxii (Batt.) Batt., 1908
- Carthamus eriocephalus (Boiss.) Greuter, 2003
- Carthamus flavescens Willd., 1803
- Carthamus fruticosus Maire, 1926
- Carthamus glaucus M.Bieb., 1798
- Carthamus gypsicola Iljin, 1932
- Carthamus helenioides Desf., 1799
- Carthamus hispanicus (Boiss. ex DC.) Sch.Bip., 1846
- Carthamus ilicifolius (Pomel) Greuter, 2003
- Carthamus lanatus L., 1753
- Carthamus leucocaulos Sm., 1813
- Carthamus lucens (Ball) Greuter, 2003
- Carthamus mareoticus Delile, 1813
- Carthamus matritensis (Pau) Greuter, 2003
- Carthamus mitissimus L., 1753
- Carthamus multifidus Desf., 1799
- Carthamus nitidus Boiss., 1875
- Carthamus oxyacantha M.Bieb., 1798
- Carthamus pectinatus Desf., 1799
- Carthamus persicus Desf. ex Willd., 1803
- Carthamus pinnatus Desf., 1799
- Carthamus plumosus (Pomel) Greuter, 2003
- Carthamus pomelianus (Batt.) Batt., 1908
- Carthamus reboudianus (Batt.) Batt., 1908
- Carthamus rechingeri P.H.Davis, 1953
- Carthamus rhaponticoides (Pomel) Greuter, 2003
- Carthamus rhiphaeus Font Quer & Pau, 1928
- Carthamus strictus (Pomel) Batt., 1889
- Carthamus tamamschjanae Gabrieljan, 1937
- Carthamus tenuis (Boiss. & C.I.Blanche) Bornm., 1889
- Carthamus tinctorius L., 1753 — Сафлор красильный
- Carthamus turkestanicus Popov, 1941